# 皮坦盖拉斯
皮坦盖拉斯是巴西巴拉那州的一个市镇。总面积123.229平方公里，总人口2786人，人口密度22.6人/平方公里。